# Pierre Antoine Courtot
Pour les articles homonymes, voir Courtot.
Pierre Antoine Courtot, né le 20 novembre 1760 à Châtenois-les-Forges (Territoire de Belfort), mort à Strasbourg (Bas-Rhin) le 2 janvier 1829, est un général français de la Révolution et de l’Empire.

## États de service
Il entre en service comme soldat au régiment de Rohan-Soubise en 1778, il obtient son congé en 1783.
Il se rengage en 1789, comme capitaine de la garde nationale de Strasbourg. Volontaire au 7e bataillon du Bas-Rhin, il est élu lieutenant-colonel par ses pairs en 1792. Il sert à l'armée du Rhin de 1792 à 1795.
Il est promu général de brigade le 2 novembre 1793, dans la division du général Desaix, il est blessé à la face au combat de Gambsheim en décembre 1793. Il est nommé général de division le 9 avril 1794 à l'armée du Rhin, où il remplace le général Bourcier à l'état-major de l'armée. 
En 1796, à l'affaire de Mayence, il est condamné par contumace, à trois mois de prison par le tribunal militaire d'Haguenau. Jugement annulé le 2 février 1798 par le conseil de guerre permanent de la 5e division militaire de Strasbourg. 
Remis dans ses fonctions peu après, il est arrêté le 22 avril 1799, car il est considéré complice de Pichegru. Il est réformé en 1800, et mis à la retraite en 1811.